# 艾瑪迪安撞擊坑
艾瑪迪安撞擊坑（英語：Emma Dean）是位於火星子午線高原上的一個撞擊坑，機會號火星車曾經在任務的第929到943火星日探測該撞擊坑。更大的維多利亞撞擊坑位於該撞擊坑東方約100公尺處。
艾瑪迪安撞擊坑撞擊坑位於維多利亞撞擊坑的撞擊噴發物覆蓋層上，因此可能出露一些來自維多利亞撞擊坑深處的物質。
該撞擊坑以约翰·威斯利·鲍威尔在科羅拉多大峽谷探險時的其中一艘船命名。

### 其他機會號曾經探測的撞擊坑
- 鷹撞擊坑
- 弗拉姆撞擊坑
- 堅忍撞擊坑
- 阿爾戈撞擊坑
- 沃斯托克撞擊坑
- 厄瑞玻斯撞擊坑
- 小獵犬撞擊坑
- 維多利亞撞擊坑